# 宇品島
宇品島（うじなじま）は、広島県広島市南区に属する日本の島。広島湾に位置する有人島で、本土とは暁橋で連絡されている。町丁としては元宇品町（もとうじなまち）。旧安芸郡仁保島村字宇品、広島市字宇品、広島市元宇品町。郵便番号は734-0012。人口は2024年（令和6年）8月時点で1,457人。
1894年（明治27年）の日清戦争において旧宇品港が出征拠点となったことから、陸軍の施設が多く建設され、1945年（昭和20年）の終戦に至るまで、基地として利用された。現在では島の西半分が瀬戸内海国立公園の特別地域に指定され、原生林の面影を残す自然が残る一方で、高射砲陣地跡などの戦争遺構が残存している。
2023年（令和5年）に開催された第49回先進国首脳会議（G7広島サミット）では、島内にあるグランドプリンスホテル広島が主会場となった。

## 地理
面積0.47平方キロメートル、標高57メートル、周囲3キロメートルの小島である。本土とは、暁橋で連絡されている。
大部分が花崗岩で構成され、海蝕崖や海蝕洞に富む。島の西半分は、瀬戸内海国立公園特別地域の元宇品公園となっている。第二次世界大戦後に国立公園に編入されて以降、伐採が禁止されているため、現在でも常緑広葉樹の原生林が残っており、クスノキ、カクレミノ、学術的にも貴重とされる樹高20メートル超のコジイの林などが広がっている。

## 歴史

### 名称
「宇品」の名の由来は定かではなく、諸説が存在する。一つには、元和5年の『安南郡絵図』には「牛奈島」とあることから、島の形状が臥牛（牛の伏せた姿）に似ているために「牛ノ島」と呼称され、のちに「牛ナ島」と転化したものとの説がある。また、広島湾がかつては「江の内」と呼ばれていたことから、「内の島」と呼称されていたのが転化して「内ナ島」となったものとの説もある。古くは表記も様々で、石川丈山の詩には「宇治奈島」、1663年（寛文3年）の『芸備郡志』には「氏名島」との表記がある。

### 築港と架橋
1883年（明治16年）に、宇品港（現在の広島港の前身）の建設に伴い、皆実新開から宇品島にかけての海が埋め立てられることが、県令の千田貞曉より通知されると、宇品港の建設される区域で海苔の養殖や漁業を行っていた仁保島村では、生業が奪われるとして大騒動となった。一時は県庁へ乗り込もうとするほどの騒ぎになったところを、千田の取りなしにより収束したが、補償金は全くなく、海苔養殖のための篊（ひび）も、命令により撤去せざるを得なかった。こうして450人の漁業者は、山口県、島根県、愛媛県、対馬などに分散してしまったほか、ハワイなどへ出稼ぎへ行かなければならない状況にも陥ったとされる。
このようにして、皆実新開の旧堤防と宇品島は埋立工事によって繋がったが、この石堤によって、船舶の通行ができない状態となった。この船舶交通上の不便に対して、地元の有志7人が架橋期成同盟を結成して運動を行い、1893年（明治26年）に、石堤の中間を切り開いて「眼鏡橋」が架けられることとなった。四国五郎はこの名称の由来を「なんでもこの橋をはさんで東西が眼鏡のように丸く入りこんでいてちょうど眼鏡のようだったから」らしい、としている。ただし1943年（昭和18年）に、橋は陸軍船舶部隊（暁部隊）によって架け直され、「暁橋」と改名された。
暁橋の南端には、架橋の経緯を記した「水路開鑿供養塔」という石碑が建てられていたが、1975年（昭和50年）の時点では、台座を残して消失している。碑文は以下の通りに書かれていた。

### 広島市へ編入
1892年（明治25年）6月23日、広島市議会にて三戸蔵之助議員より、宇品島を本市が譲り受け、公園化することを以前議決しているが、そのままになっているため再調査のために委員を設けることを提案する、との建議案が提出された。この建議案は議決され、三戸が委員に指名されたが、名誉職市参事会員の補欠選挙や、清国と日本との間の情勢が不穏なものとなってきたことなどから、自然と見送りとなってしまっている。ただし宇品島については、宇品島築港によって対岸に宇品町ができたことに加え、1893年（明治26年）には眼鏡橋が架橋されたことから、編入は時間の問題とみられていた。
1904年（明治37年）9月、宇品島は広島市へ編入された。市制施行後、初めての市域拡大であった。編入は9月15日に正式に告示され、翌16日、あるいは19日に、市議会では、市内に既に存在する宇品町との混同を避けるため、町名を「字宇品」から「元宇品町」と改称することが提案されている。「元宇品町」との命名は、宇品町が海面を埋め立てて命名されたものであるのに対し、この島のほうは元より宇品と呼ばれていた地域であるためという理由であったが、議会側からは「向宇品町」にすべき、「宇品南町」にすべき、との意見が出て対立したが、最終的には原案の「元宇品町」が賛成多数となり決着している。改称の件は、10月16日に正式に告示された。

### 軍の拠点として
1894年（明治27年）の日清戦争では、旧宇品港が出征拠点となったことから、陸軍の施設が多く建設され、以降、1945年（昭和20年）の終戦に至るまで、基地として利用された。
1919年（大正8年）には、現在のグランドプリンスホテル広島の場所に宇品造船所が操業し、軍用船を建造した。この造船所は、1977年（昭和52年）に事実上の倒産をするまで存在していた。
1945年（昭和20年）8月6日に、広島市に原子爆弾が投下されると、爆心地から南方5.8キロメートルの位置に当たる宇品島では、家屋の9割が、窓が割れたり屋根瓦が吹き上げられたりといった被害を受けたものの、住民の多くは無傷だった。また、宇品造船所の社員約160人が当時、現在の広島平和記念公園南側辺りで建物疎開に動員されており、全滅している。町内の社員寮は、市の中心部から避難してきた被爆者たちの臨時収容所として使用された。
島内にあった隊員の兵舎は、1946年（昭和21年）4月から2年間、校舎を原爆によって失った旧制山陽中学校（現・山陽高等学校）の仮校舎として使用されている。
現代でも島内には、グランドプリンスホテル広島の裏山にある高射砲陣地跡や、陸軍の信号塔であった宇品灯台などの、戦争遺構が諸所に残存している。

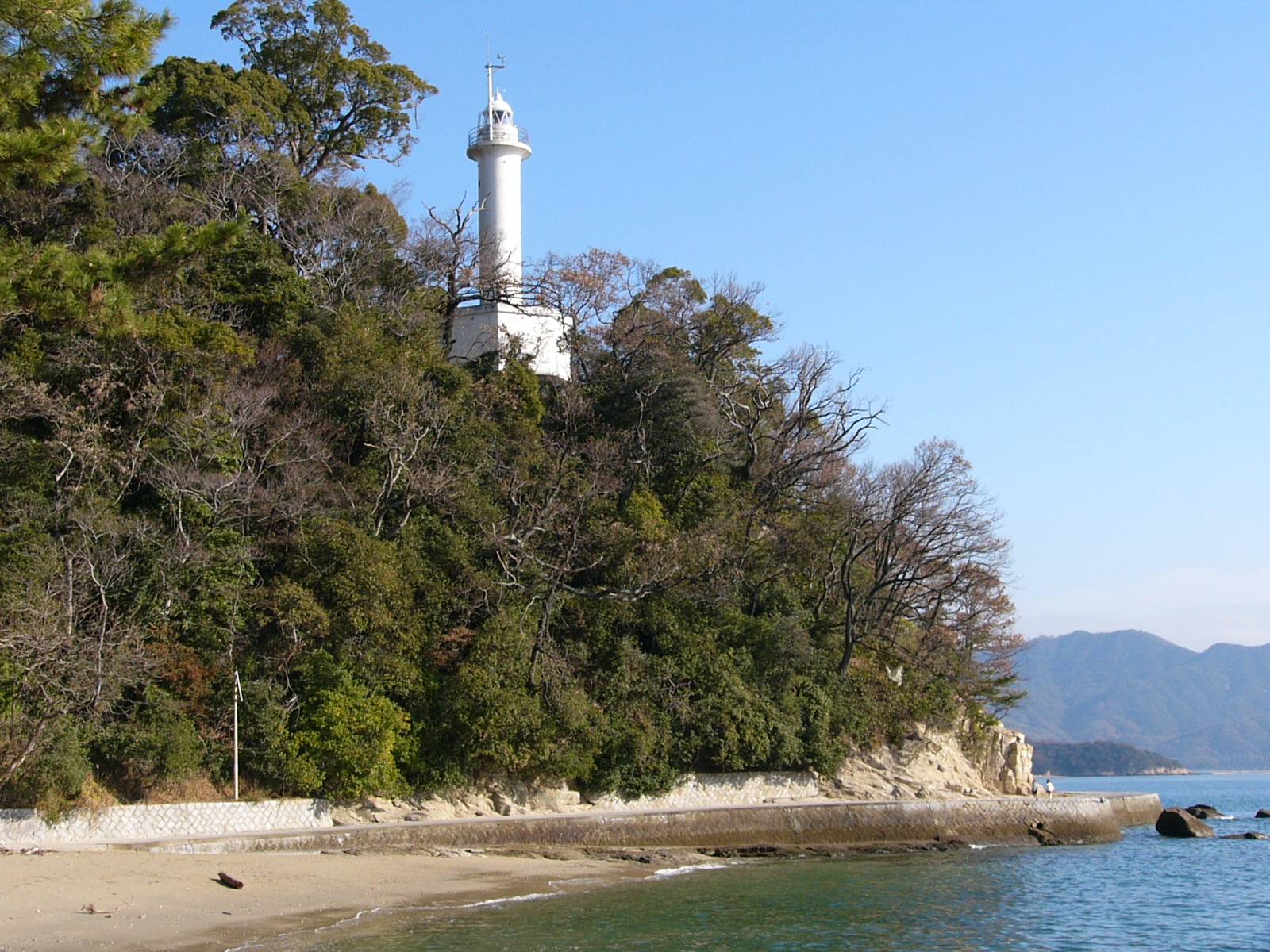
宇品灯台（2010年）

### 観光開発
宇品港の築港を請け負った土木技術者の服部長七は、県から工事代金の一部として、宇品島の北西に約6,000坪の土地を譲り受けている。1922年（大正11年）、株式会社宇品別世界が、服部からこの土地を買収し、リゾート施設を建設。水族館・旅館・潮湯温泉・海水浴場などが存在したが、経営不振により1928年（昭和3年）には、宇品土地株式会社に売却されている。
1929年（昭和4年）、3月10日から5月13日を会期として、広島市主催の「昭和産業博覧会」が開催されることとなった。宇品島はこの博覧会の第三会場に選定され、市が土地を借用して、プール・水族館・望海食堂・海軍参考館などを建設した。その後、太平洋戦争に突入すると、宇品港一帯が陸軍船舶部隊の根拠地として立ち入りが制限されたため、この期間の土地の利用状況は不明である。
1958年（昭和33年）、実業家の浜本乙松が、海水浴場を購入して埋め立てた土地に、私設の「宇品天然水族館」を建設した。園内に海水プールを併設し、ゾウやライオンもいるなど、動物園の性格も持っていたとされる。この水族館は1980年（昭和55年）まで存在した。
1965年（昭和40年）には、西岸に「市営元宇品海水浴場」が開設され、50日間の営業で15万人超が訪れた。1969年（昭和44年）までの5年間に渡って営業を続けたが、水質の悪化により閉鎖され、以降は広島市内に海水浴場は存在しなくなっている。
1994年（平成6年）8月25日には、1994年アジア競技大会の開催を期して、地上23階建ての高層ホテルである、広島プリンスホテル（現・グランドプリンスホテル広島）が開業した。

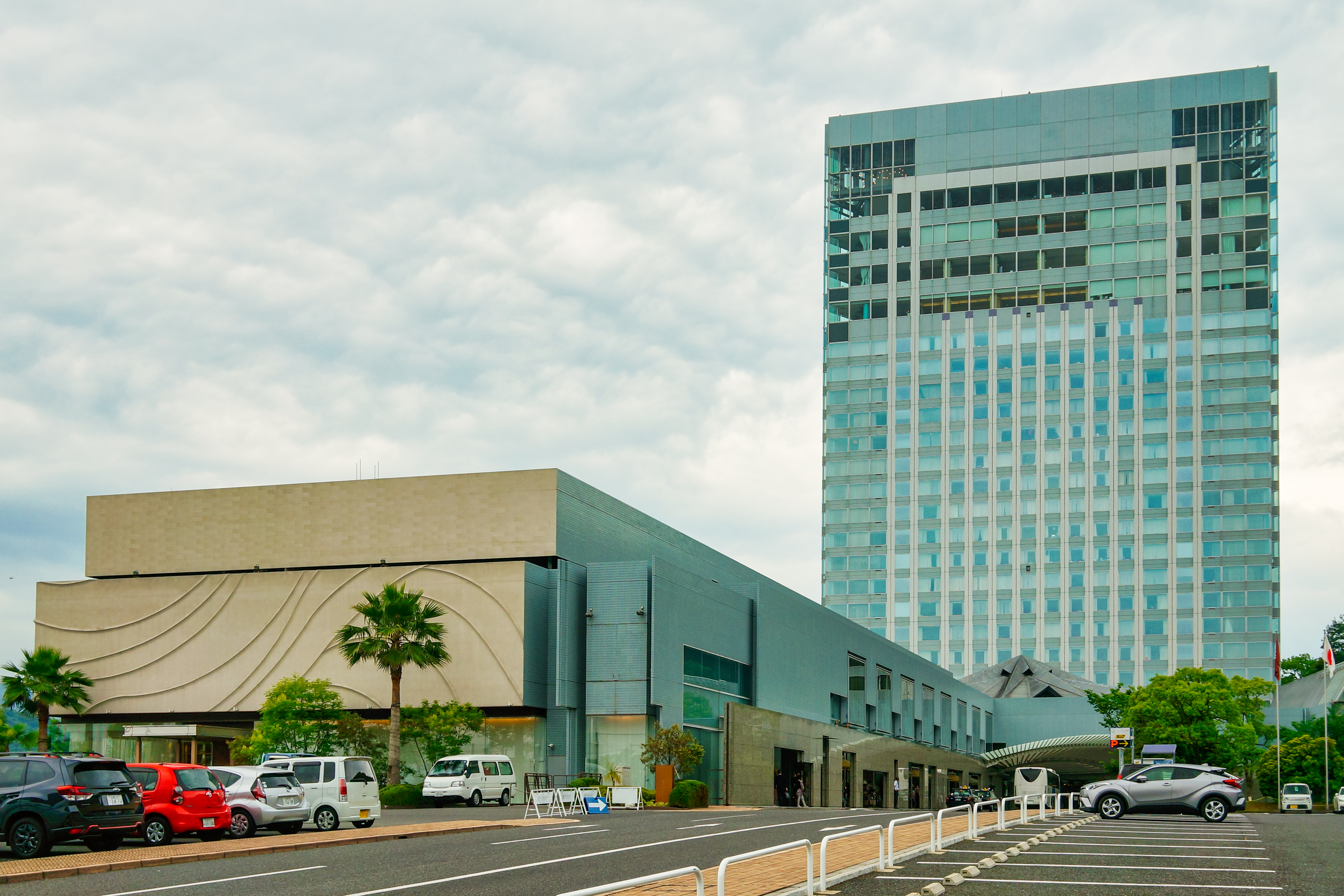
グランドプリンスホテル広島（2019年）

## 教育
島内には、1948年（昭和23年）5月17日に設立された広島市立元宇品小学校がある。それ以前には広島市立宇品小学校元宇品分校が存在したが、元宇品小の設置と同時に廃止された。
市立小・中学校に通う場合、学区（校区）は以下の通りとなる。
| 大字     | 地区 | 小学校               | 中学校             |
| -------- | ---- | -------------------- | ------------------ |
| 元宇品町 | 全域 | 広島市立元宇品小学校 | 広島市立宇品中学校 |